# ألكسيس أراخو
ألكسيس أراخو (بالفرنسية: Alexis Araujo) (7 ديسمبر 1996 بتوركوان في فرنسا - ) هو لاعب كرة قدم فرنسي في مركز الوسط. لعب مع نادي بولون ونادي ليل.

## وصلات خارجية
- ألكسيس أراخو على موقع قاعدة بيانات كرة القدم.إي يو (الإنجليزية)
- ألكسيس أراخو على موقع Soccerway.com (الإنجليزية)
- ألكسيس أراخو على موقع AS.com (الإسبانية)